# TBN 경남매거진
박은현의 TBN 경남매거진은 TBN 경남교통방송(창원 FM 95.5MHz, 진주 FM 100.1MHz, 거창 FM 107.3MHz)에서 평일 오후 4시 5분부터 5시 52분까지 방송되는 경남권 지역의 라디오 매거진 프로그램이다.

## 프로그램 소개
- 경남 지역 주요 이슈와 정책을 중심으로 도민에게 유익하고 시의성 있는 정보를 드립니다! 또한 전문가와 함께 전국뉴스, 국제뉴스, 경제뉴스 등 다양한 정보를 심도 있게 정리해 경남지역 청취자에게 한 권의 전문 시사정보잡지로 거듭나겠습니다.

## 코너소개

### 매일 코너
- [1부] 투데이 경남 - 경남 지역 기자들이 발빠르게 전하는 우리지역 주요뉴스(경남도민일보 이창언 & 최석환 기자)
- [1부] 매거진의 눈, 매의눈 - PD의 눈으로 바라보는 우리지역 주요 이슈 집중탐구(박혜미·정서현 PD)
- [2부] 이슈포커스 - 오늘의 주요 전국뉴스(최요한·전예현 시사평론가 & 프레시안 이승선 기자)
- [2부] 경제3가 브리핑 & 이인철의 쩐도유망 - 오늘의 주가·유가·물가 지수와 주요 경제뉴스를 알아보는 시간(참좋은경제연구소 이인철 소장)

## 요일 코너

### 월요일
- 법률보감 세상에 이런 일이 : 쉽고 친절하게 풀어보는 뉴스 속 법률이야기(고정항 변호사)
- 부동산 클로즈 업! 강정규의 부클럽(UP) : 우리지역 부동산 주요 뉴스를 클로즈업 해서 보는 시간

### 화요일
- 매거진 주간 연구동향 : 매주 경남 지역을 빛낸 연구동향을 소개하는 시간(경남연구원/여성가족재단/전기연구원/재료연구원)
- 열일도민상담소 : 열심히 일하는 경남 도민을 위한 열!일!도민 노동상담소

### 수요일
- 지금 경남은 : 경남지역 지자체 및 주요 기관이 전해주는 지역 내 주요 사업
- 경남이 보인다! 생생 문화답사 : 강민규 리포터와 함께하는 경남 곳곳 문화 소식

### 목요일
- 매거진 시사비비 : 토론으로 들어보는 지역 내 주간 핵심 이슈(경남대학교 조재욱 교수, 석영철 시사평론가)
- TBN 초대석 : 지역 내 주요 인사 및 오피니언 리더와의 대화(자치단체장/공공기관장 등)

### 금요일
- 지역대학 링크플러스 사업단 : 지역 대학의 링크플러스 사업 추진 내용과 대학-지역 간 상생 방안 소개
- 이심전심 속풀이 퀴즈 도민생각 : 도민의 시선, 목소리로 풀어보는 도민 중심 퀴즈쇼
- 매거진 오디오툰 : 소리로 듣는 촌철살인 시사만화